# Marques Batista de Abreu
Marques Batista de Abreu (* 12. März 1973 in Guarulhos) ist ein ehemaliger brasilianischer Fußballspieler.

## Karriere

### Corinthians São Paulo (1992 bis 1995)
Marques begann seine Karriere 1992 in der Jugend von Corinthians São Paulo. Ein Jahr später wurde er in den Profikader hochgezogen und debütierte noch im selben Jahr in der Liga. Schon in der Saison 1994 gelang ihm der Durchbruch bei den Corinthians, in 26 Spielen erzielte der damals 21-jährige acht Tore. Im letzten Jahr kam er wiederum nur in neun Ligaspielen zum Einsatz, einen Treffer konnte er verbuchen. In den drei Spielzeiten absolvierte Marques 36 Ligaeinsätze, in denen er neun Tore erzielen konnte.

### Weitere brasilianische Vereine (1996 bis 2003)
1996 unterschrieb Marques einen Vertrag für eine Saison bei Flamengo Rio de Janeiro, in dieser erzielte er vier Tore in 19 Partien. Im darauffolgenden Jahr kam ein Sechs-Jahres-Vertrag bei Atlético Mineiro zustande, wo er in seiner Debütsaison 25 Ligaspiele bestritt und sechs Tore erzielen konnte. 1998 absolvierte er 21 Ligaspiele und konnte dabei acht Mal ins Tor treffen. Auch im Jahr 1999, konnte er wie schon 1998, 21 Ligaspiele aufweisen, allerdings gelangen ihm im Vergleich zum Vorjahr lediglich fünf Treffer. Die nächsten drei Spielzeiten verliefen für Marques relativ ähnlich, auffällig nur seine vergleichsweise hohe Trefferquote in seiner vorletzten Saison für Atlético Mineiro. In 24 Ligaspielen war er insgesamt 15-mal erfolgreich, mit dieser Leistung belegte er in der Torschützenliste in der Endabrechnung den fünften Platz. Nachdem seine Zeit bei Mineiro nach der Spielzeit 2002 zu Ende gegangen war, hatte Marques insgesamt 130 Ligaspiele absolviert und schoss dabei 46 Tore. In der Saison 2003 war er für CR Vasco da Gama aktiv (11 Spiele/1 Tor).

### Nagoya Grampus (2003 bis 2004)
Nach neun Jahren in Brasilien wechselte er nach Japan zum Verein Nagoya Grampus, wo er im gleichen Jahr noch 19 Ligaspiele bestritt und fünf Mal ins Tor traf. In der folgenden Spielzeit absolvierte er 29 Ligaspiele und erzielte dabei 17 Tore. In seinem letzten Jahr kam Marques in elf Ligaspielen zum Zuge und schoss drei Tore. Während der drei Jahre absolvierte er 59 Ligaspiele und konnte am Ende 25 Tore aufweisen. Außerdem bestritt er 2003 und 2004 jeweils ein Spiel im Kaiserpokal, wo er 2004 auch einmal ins Tor traf. Eine weitere beachtliche Statistik hat Marques in drei Spielzeiten J. League Cup vorzuweisen (14 Spiele/7 Tore).

### Restliche Karriere
2005 kehrte er zum zweiten Mal zu Atlético Mineiro zurück, wo er in diesem Jahr 30 Ligaspiele bestritt und dabei zehn Mal ins Tor treffen konnte. Nach dem Jahr in Brasilien kehrte er wieder nach Japan zurück und spielte für den Verein Yokohama F. Marinos. Bei Yokohama stand er zwei Jahre unter Vertrag. In seinem ersten Jahr absolvierte er 19 Ligaspiele und traf zweimal ins Tor. 2007 kam er in zwölf Ligaspielen unter Vertrag, ein Tor gelang ihm allerdings nicht. Nach 31 Ligaspielen und zwei Toren verließ Marques letztendlich den Verein. Des Weiteren absolvierte er vier Spiele im Kaiserpokal, im Jahr 2007 erzielte er dort ein Tor. Auch im J. League Cup kam er in den zwei Jahren jeweils zum Einsatz (5 Spiele/1 Tor).
Nach zwei Jahren kehrte er im Jahr 2008 zum dritten Mal zu Atlético Mineiro zurück, wo er in seiner ersten Saison in 21 Ligaspielen zum Einsatz kam und vier Tore erzielen konnte. In den Jahren 2009 und 2010 kam er lediglich noch zu zwei Ligaeinsätzen, ehe er danach seine aktive Karriere beendete.
Er war 14 Jahre lang bei verschiedenen brasilianischen Verein unter Vertrag, konnte 249 Ligaspiele absolvieren und 74 Tore erzielen. In Japan bestritt Marques in vier Jahren 90 Ligaspiele und erzielte 27 Tore.
Außerdem nahm er zwischen 1994 und 2002 an 13 Länderspielen der brasilianischen Fußballnationalmannschaft teil und erzielte dabei vier Treffer.

## Titel und Ehrungen
- Staatsmeisterschaft von São Paulo: 1995
- Copa do Brasil: 1995
- Staatsmeisterschaft von Rio de Janeiro: 1996
- Copa Conmebol 1997
- Staatsmeisterschaft von Minas Gerais: 1999, 2000
- Taça Guanabara: 2003

### Persönliche Ehrungen
- J. League Division 1-XI: 2004
- Staatsmeisterschaft von Minas Gerais: Torschützenkönig 1998
- Bola de Prata: 1999, 2001